# Dorothy Bussy
Pour les articles homonymes, voir Bussy et Strachey.

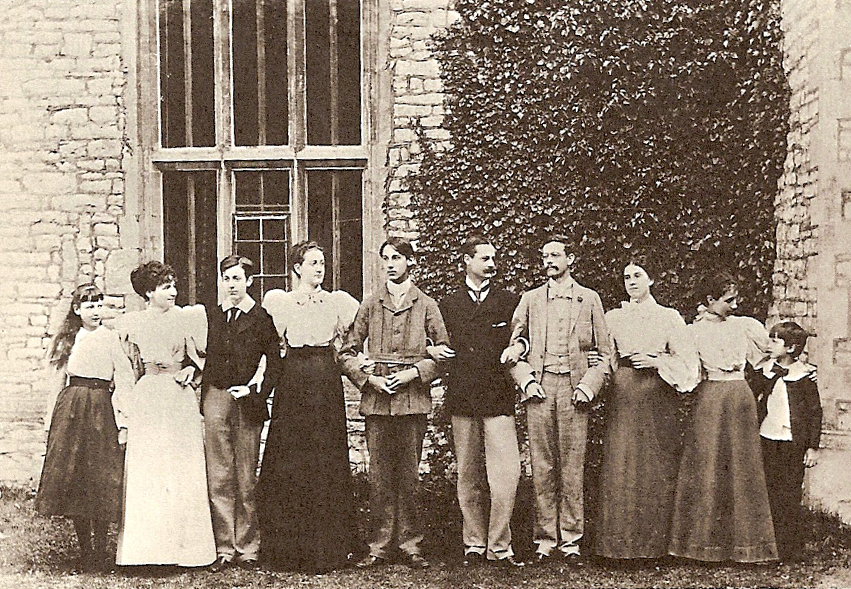
Les dix frères et sœurs Strachey. Dorothy est la deuxième à partir de la gauche.

Dorothy Bussy, née Dorothy Strachey le 24 juillet 1865 et morte le 1er mai 1960, est une romancière et traductrice britannique, proche du Bloomsbury Group. Elle publie sous pseudonyme un roman qui fit scandale, Olivia, ainsi qu'un recueil de textes courts, Fifty Nursery Rhymes (1951). 

## Biographie
Dorothy Strachey est l'une des dix enfants de Richard Strachey, administrateur colonial et de Jane Maria Strachey, écrivaine et suffragiste. L'écrivain Lytton Strachey, le cryptographe Oliver Strachey, le psychanalyste James Strachey, premier éditeur de la Standard Edition, étaient ses frères cadets. Ce fut par leur intermédiaire que, quelques années plus tard, elle fit la connaissance des membres du Bloomsbury Group. 

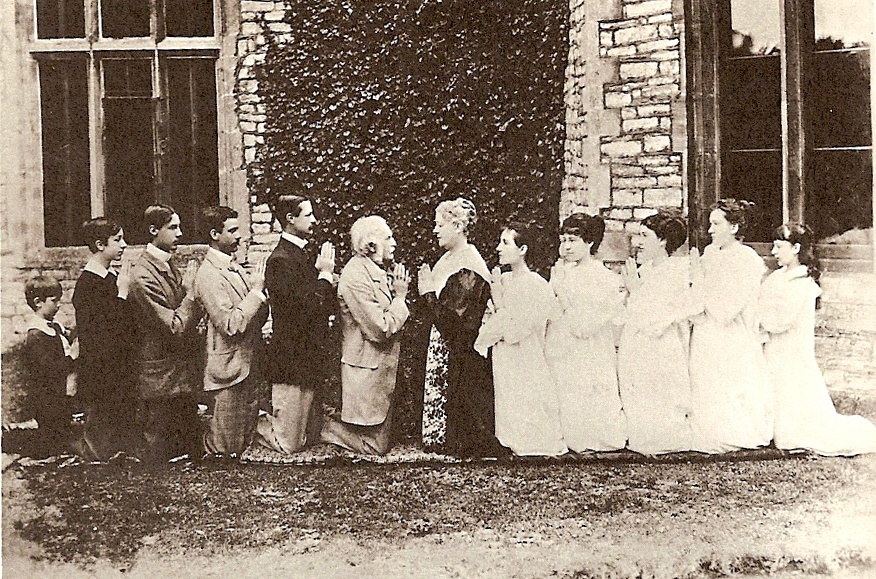
Sir Richard et Lady Jane Strachey avec leurs dix enfants

À la suite de sa sœur Elinor, Dorothy Strachey fit ses études secondaires en France, au pensionnat des Ruches, près de Fontainebleau, dirigé par Marie Souvestre. Elle suit Marie Souvestre lorsque celle-ci ouvrit une nouvelle école à Allenswood, près de Londres. Par la suite, elle y occupa un poste d'enseignante et compte Eleanor Roosevelt parmi ses élèves.
En 1903, elle épouse le peintre français Simon Bussy (1870-1954), élève de Gustave Moreau, qui fréquente également le Bloomsbury Group. Leur fille, Jane Simone Bussy (1906-1960), est peintre. 

## André Gide etOlivia
Parmi les amis de Dorothy Bussy figuraient Charles Mauron, le compagnon d'E. M. Forster, mais surtout André Gide, qu'elle avait rencontré durant l'été 1918. Une amitié s'instaura entre eux, qui dura plus de trente ans, jusqu'à la mort de Gide. Dorothy Bussy devint la traductrice attitrée des œuvres de Gide en anglais, dont notamment L'École des femmes dont la première parution se fit en anglais en 1929 avant même l'édition française. Les lettres qu'ils échangèrent furent publiées en anglais et en français, et les manuscrits se trouvent aujourd'hui à la British Library.
Dorothy Bussy publia trois œuvres, dont un seul roman, célèbre, Olivia (1949). Dorothy Bussy avait écrit ce texte dès 1933. Elle a probablement refondu dans Olivia le texte d'une comédie en trois actes (écrite vers 1917 mais non publiée), Miss Stock, dont Gide avait également la connaissance. Une de ses admiratrices, Ida Bourdet, espérait faire monter Miss Stock au théâtre et l'avait traduit entièrement en français pour le communiquer à Madeleine Renaud[réf. souhaitée]. Pour Olivia, Dorothy Bussy avait adressé le manuscrit de son roman à André Gide pour lui demander son avis. La réponse de Gide ayant été peu enthousiaste, la romancière avait renoncé à la publication pendant plus de quinze ans. Le succès fut pourtant immédiat, tant en Grande-Bretagne qu'à l'étranger, au grand dam de Gallimard et de Gide qui avaient laissé passer le roman au profit de Stock. Gallimard se rattrapa ultérieurement en publiant les Fifty nursery rhymes, œuvre essentiellement à vocation pédagogique, mais le succès fut moindre. Olivia fut adapté au cinéma l'année suivant sa parution. Dorothy Bussy revendiqua la part de fiction de ce roman. Il semble en effet que Marie Souvestre vivait déjà en Angleterre en 1887 à l'époque de l'évènement dramatique que fut le décès de l'autre enseignante, Caroline Dussault.

## Publication
- Eugène Delacroix, Londres, Duckworth & Co, 1912, 127 pp
- Olivia (Dorothy Bussy), Olivia, Stock, 1949 ; Stock, 1999 ; Mercure de France, 2016
- Olivia (Dorothy Bussy), Olivia, Londres; Hogarth Press; 1950
- Fifty nursery rhymes, avec un commentaire sur l'usage de l'anglais à destination des étudiants francophones. Paris, Gallimard, 1950, 436 pp
- Quelques souvenirs, Paris, Gallimard, numéro spécial de la nrf « Hommage à André Gide », dans « Hommages de l'étranger », novembre 1951
- Correspondance André Gide - Dorothy Bussy, 3 vol., établie et présentée par Jean Lambert, Gallimard, 1979-1988
- Selected Letters of André Gide and Dorothy Bussy, éd. par Richard Tedeschi